# Polyamia apicatus
Polyamia apicatus är en insektsart som beskrevs av Henry Fairfield Osborn 1900. Polyamia apicatus ingår i släktet Polyamia och familjen dvärgstritar. Inga underarter finns listade i Catalogue of Life.